# Перифел, Пьер
Пьер Перифе́л (фр. Pierre Perifel) — французский кинематографист и мультипликатор, известный благодаря своей работе с компанией DreamWorks Animation. Режиссёр мультфильма «Плохие парни» (2022) и короткометражных мультфильмов «Билби» и «Дом». Выпускник École Émile-Cohl и школы образного мышления «Gobelins».

## Ранние годы и образование
Перифел родился в городе Лион во Франции. В старшей школе начал увлекаться анимацией. На свой третий год обучения в школе искусств École Émile-Cohl подал заявку на поступление в школу образного мышления «Gobelins» и вскоре был туда принят.
В 2004 году Перифел снял студенческий короткометражный фильм A Swell Plan, а вскоре в сотрудничестве со своими однокурсниками Ксавье Рамонедом, Жюном Фредериком Вьоле и Реми Зааруром снял свою вторую короткометражку, Festival Qualité. В 2005 году он выпустился из «Gobelins». Он снова объединился с Рамонедом и Зааруром при создании своего дипломного проекта под названием «Дом», также подключив к производству Марко Нгуена и Оливье Стафиля. В мультфильме рисованная анимация сочетается с компьютерной. «Дом» был показан на нескольких международных кинофестивалях и получил множество наград, в том числе приз Международного кинофестиваля в Оттаве за «лучшую студенческую анимацию».

## Карьера
Свою карьеру Перифел начал с таких картин, как «Любопытный Джордж», «Под покровом ночи», «Путешествие на запад» и «Иллюзионист». В том же году, когда он выпустился из «Gobelins», Перифелу выпал шанс поработать супервайзером анимации для французского короткометражного мультфильма Imago, срежиссированного Седриком Бабушем. Также благодаря Imago Перифелу удалось вновь поработать с Рамонедом.
В 2008 году Перифел переехал в США и устроился на работу в DreamWorks Animation; там он работал над анимацией персонажей в рисованном короткометражном мультфильме «Секреты неистовой пятёрки», за который получил премию «Энни». После этого Пьер перешёл в компьютерную анимацию и в течение двух месяцев работал над мультфильмом «Монстры против пришельцев», а после присоединился к команде картины «Шрек навсегда». Затем он вернулся к 2D-анимации для работы над вставками из мультфильма «Кунг-фу панда 2». На том же проекте он выступил в роли главного художника персонажа лорда Шэня. По словам Перифела, он «отвечал за [этого персонажа]», даже при том, что у него «не было команды художников».
Перифел был официально повышен до супервайзера анимации для работы над мультфильмом «Хранители снов», где руководил командой, отвечавшей за персонажа Северянина. «Кунг-фу панда 2» и «Хранители снов» принесли Перифелу номинации на «Энни».
Впоследствии Перифел был назначен главой отдела анимации на производстве мультфильмов «Обезьяны Мумбаи» и «Ларрикины», которые не вышли в свет по самым разным причинам.
В ноябре 2017 года было объявлено, что Перифел работает над безымянным короткометражным мультфильмом совместно с Лироном Топазом и Дж. П. Сансом. Мультфильм был отобран в рамках программы DreamWorks Shorts, организованной Крисом Дефариа, ставшим в январе 2017 года президентом DreamWorks Animation Film Group. В 2018 году на закрытии Международного фестиваля анимационных фильмов в Анси и на ряде других фестивалей был показан мультфильм «Билби». На конференции SIGGRAPH в 2018 году он получил приз «Выбор жюри».
Режиссёрский дебют Пьера в большом кино состоялся с выходом полнометражного мультфильма «Плохие парни», основанного на оригинальной серии книг за авторством Аарона Блэйби. Премьера мультфильма состоялась 22 апреля 2022 года.